# Irene Morales

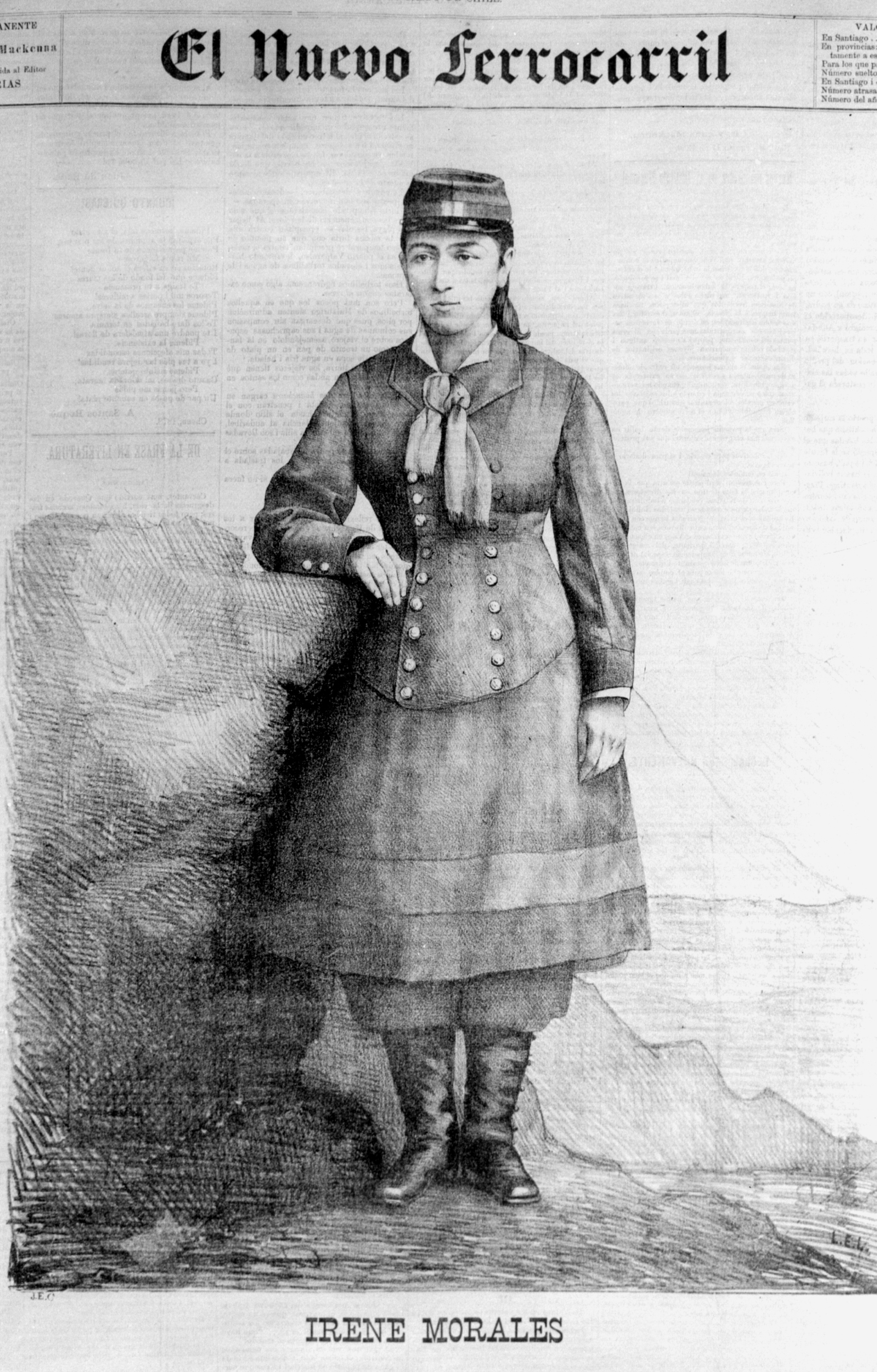
Wizerunek Morales w gazecie El Nuevo Ferrocarril (1881)

Irene Morales Infante (ur. 1 kwietnia 1865, zm. 25 sierpnia 1890) – chilijska kobieta-żołnierz, która służyła w czasie wojny o Pacyfik. Została osierocona w dzieciństwie i dwukrotnie została wdową, zanim ukończyła trzynasty rok życia. Żyła w biedzie. Gdy wybuchła wojna, próbowała zaciągnąć się do chilijskiej armii jako mężczyzna, ale nie udało jej się to, więc służyła nieoficjalnie jako markietanka i pielęgniarka. Gdy dostrzeżono jej męstwo na polach bitew toczonych w drugiej połowie 1879 roku i jej troskę o rannych, została uznana za żołnierza i otrzymała stopień sierżanta. Służyła w armii przez całą wojnę, wsławiła się bohaterstwem na polu bitwy pod Tacną w roku 1880. Po wojnie wróciła do cywilnego życia i zmarła w ubóstwie w wieku zaledwie 25 lat. Jej czyny wojenne zostały docenione pośmiertnie.

## Młodość
Morales urodziła się 1 kwietnia 1865 roku w La Chimba, dzielnicy Santiago nad rzeką Mapocho. Jej rodzicami byli stolarz Ventura Morales i szwaczka Marta Infante. Ojciec zmarł, gdy była małym dzieckiem, a matka wraz z nią przeniosła się do Valparaíso. Tam zaczęła uczyć się zawodu matki, ale ta, w roku 1877, a więc gdy dziewczynka miała zaledwie 11 lat, wydała ją za mąż za starszego mężczyznę. Mąż zmarł w czasie pierwszego roku ich małżeństwa, podobnie zresztą jak jej matka.
Pozbawiona rodziny postanowiła udać się do boliwijskiego wówczas portowego miasta Antofagasta, które w tym czasie przeżywało boom gospodarczy, bowiem w okolicy wydobywano saletrę. Podróżowała jako pasażer III klasy z biletem, który nabyła, sprzedawszy niemal wszystko, co miała. Tam po jakimś czasie poznała Santiago Pizarro, trzydziestoletniego Chilijczyka, który był muzykiem w boliwijskiej orkiestrze wojskowej. Pobrali się w połowie 1878 roku; miała wówczas 13 lat. Santiago został rozstrzelany 21 września tegoż roku za zabicie boliwijskiego żołnierza w pijackiej bójce. Irene znalazła jego ciało porzucone w pobliżu torów kolejowych i zdjęła złotą obrączkę z jego palca. Nosiła ją do końca życia.

## Służba wojskowa
14 lutego 1879 roku siły chilijskie wkroczyły do Antofagasty, rozpoczynając wojnę z Boliwią i Peru. Większość populacji miasta stanowili Chilijczycy, którzy – uważając się za uciskanych przez boliwijskie władze – z radością witali żołnierzy. Wielu mężczyzn zaciągnęło się do armii. Morales, chcąc pomścić męża, również się zaciągnęła, przebrana za mężczyznę.
Jej podstęp nie na wiele się zdał, bowiem kpt. Hermógenes Cámus natychmiast zauważył jej „krągłe kształty i kobiecą piękność”. Niemniej otrzymała zezwolenie na nieoficjalne pełnienie roli wojskowej cantinière i pielęgniarki. W tamtych czasach były to jedyne funkcje, jakie kobiety mogły wykonywać w wojsku, wiele więc kobiet zaciągało się w tej roli. Jako cantinière Morales sprzedawała żywność i napoje żołnierzom chcącym wzbogacić wojskowe racje. Przebywała w obozach i maszerowała z wojskiem podczas kolejnych operacji militarnych, aby – jako pielęgniarka – zjawiać się na polu bitwy zaraz po ustaniu działań i zajmować się rannymi.
Początkowo towarzyszyła oddziałowi Cámusa, 3 Regimentowi Piechoty Liniowej, który brał udział w większości chilijskich kampanii wojny. Choć nie była oficjalnie żołnierzem i nie powinna brać udziału w walkach, Morales biła się ramię w ramię z żołnierzami jej regimentu. Odnotowano, że doskonale radziła sobie z karabinem. 2 listopada 1879 roku brała udział w desancie i gwałtownym ataku na pozycje peruwiańskie pod Pisagua, a 19 listopada w bitwie pod Dolores. Żołnierze podziwiali ją, gdy z pełnym poświęceniem zajmowała się rannymi. Kilkakrotnie narażała się broniąc peruwiańskich jeńców przed odwetem jej ziomków.
Dowiedziawszy się o jej czynach chilijski wódz naczelny, generał Manuel Baquedano, wezwał ją do siebie i oficjalnie zezwolił na noszenie uniformu markietanki (który dotąd nosiła nielegalnie), a także przyznał żołd i stopień sierżanta (sargento segundo, dosł. „drugiego sierżanta”). Później została przeniesiona do 4 Dywizji Piechoty, z którą brała udział w kampanii Tacna-Arica. 26 maja 1880 roku, gdy podczas walk pod Tacną nosiła wodę wyczerpanym żołnierzom, została lekko ranna. Była jednym z pierwszych żołnierzy, którzy tego wieczoru wkroczyli do miasta Tacna: żołnierze regimentu kawalerii Carabineros de Yungay poprosili ją by wjechała do miasta konno wraz z nimi, co zrobiła unosząc nad głową karabin i krzycząc „Viva Chile!”. Po bitwie jakiś czas chorowała, zaraziwszy się od jeńców, którymi się zajmowała. Nie wiadomo czy choroba była poważna, ale dwa tygodnie później uczestniczyła w bitwie pod Aricą, po zakończeniu której nawoływała do wymordowania peruwiańskich jeńców, czego dowodzi napis na pomniku poległych Peruwiańczyków. W styczniu 1881 roku walczyła w bitwach pod Chorillos i Miraflores, po czym znalazła się wśród tych Chilijczyków, którzy wkroczyli do zdobytej Limy.
Wprawdzie większość rodaków Morales podziwiała jej bohaterstwo, a zwykli żołnierze widzieli w niej „siostrę miłosierdzia”, byli jednak i tacy, którzy uważali że chwytając za broń posunęła się, jak na kobietę, za daleko. Benjamín Vicuña Mackenna chwalił ją za poświęcenie, męstwo i nienawiść, jaką żywiła wobec zabójców męża, ale w roku 1881 poradził jej, że zamiast tak ryzykować powinna „wrócić cicho do swego biednego domu i rozpocząć życie prawdziwej kobiety opiekując się krewnymi i zamienić, po kilku latach przygód i namiętności, rewolwer na umiłowaną maszynę do szycia”. Morales nie poszła za tą radą; pozostała w armii do końca wojny w roku 1883. Tacy jak Mackenna mieli rację mówiąc, że jako kobieta wiele ryzykowała: kilka chilijskich markietanek wpadło w czasie wojny w ręce Peruwiańczyków i zostały przez nich zabitych.

## Śmierć i upamiętnienie
Po zakończeniu wojny Morales wróciła do rodzinnego Santiago. O jej wyczynach w czasie wojny mało kto wiedział, ale żołnierze pamiętali ją dobrze. Gdy pojawiła się na Plaza Yungay podczas uroczystości odsłonięcia pomnika chilijskiego roto (dosł. złamany, określenie zwykłego Chilijczyka) została powitana entuzjastycznie. Zmarła w zapomnieniu na wspólnej sali szpitala w Santiago 25 sierpnia 1890 roku, w wieku zaledwie 25 lat. Za życia nie doczekała się uznania.
25 sierpnia 1930 roku, czterdzieści lat po jej śmierci, płk Enrique Phillips zamieścił artykuł w dzienniku El Mercurio, w którym pisał o niej takː: „W tych sławnych czasach wiele było chilijskich Judyt, ale żadna nie dorównywała Irene Morales, wzorowi doskonałości chilijskich kobiet”. Pisało o niej wielu poetów, np. Rómulo Larrañaga. Na jej cześć jedna z ulic w Santiago została nazwana jej imieniem. W niespokojnych latach siedemdziesiątych XX wieku była jednym z symboli przypisywanych sobie przez organizacje kobiece, zarówno prawicowe, jak i lewicowe. Nazywana jest jednym z największych bohaterów wojny o Pacyfik. Jej prochy spoczywają w mauzoleum wojskowym Cmentarza Generalnego w Santiago, którym opiekuje się Armia Chilijska.
Morales jest często porównywana z Candelarią Perez, chilijską markietanką z czasów wcześniejszej wojny Chile z konfederacją peruwiańsko-boliwijską, która również jest wychwalana za odwagę i która też pochodziła z dzielnicy La Chimba.